# Malur canós kalkadoon
El malur canós kalkadoon (Amytornis ballarae) és un ocell de la família dels malúrids (Maluridae).

## Hàbitat i distribució
Habita zones àrides amb arbusts a l'est d'Austràlia central.